# Pornografie & Holocaust
Pornografie & Holocaust (hebräischer Originaltitel: סטאלגים, Stalagim bzw. Stalags) ist ein Dokumentarfilm des Regisseurs Ari Libsker aus dem Jahr 2008, der sich mit dem Phänomen der sogenannten Stalag-Hefte befasst und deren Bedeutung für die Aufklärung der israelischen Jugend in den 1960er-Jahren diskutiert.

## Inhalt
Die Dokumentation thematisiert die in Israel Anfang der 60er-Jahren äußerst populären Stalag-Hefte. Dabei handelt es sich um eine pornografische und sadomasochistische Heftromanreihe, die dem Genre der sogenannten Naziploitation zugeordnet werden kann und deren Name auf den ersten von Eli Keidar geschriebenen Titel, Stalag 13 (abgeleitet von Stammlager), zurückgeht, der 80.000 Mal verkauft wurde.
Die einzelnen Hefte, die ausnahmslos von fiktiven Ereignissen während des Zweiten Weltkrieges handeln, folgen immer wiederkehrenden Plots: Im Zentrum der Erzählung steht zumeist ein britischer oder amerikanischer Kampfpilot, den die Nazis über ihrem Territorium abgeschossen und in ein Kriegsgefangenenlager verbracht hatten. Dort angekommen, wird der Held von weiblichen Angehörigen der SS, welche die Wachmannschaften des Lagers stellen, sadistisch gefoltert und vergewaltigt.
Laut Pornografie & Holocaust stellten die Stalag-Hefte in der israelischen Gesellschaft der 1960er-Jahre, die als konservativ und puritanistisch charakterisiert wird, die einzige verfügbare Pornografie dar, was die Bedeutung der Reihe bei der sexuellen Aufklärung der israelischen Jugend zum Teil erklärt. Darüber hinaus wurden viele Jugendliche durch die Hefte aber auch erstmals mit der Thematik der Shoa konfrontiert, deren eigentliches Ausmaß für eine breitere Öffentlichkeit erst in der Folge des Eichmann-Prozesses von 1961 zutage trat.
Die verbliebenen Exemplare der heute eingestellten Heftreihe befinden sich zu nicht unerheblichen Teilen im Besitz von Privatpersonen. Einige dieser Sammler kommen in Pornografie & Holocaust in anonymisierter Form zu Wort. Andere, wie beispielsweise der ehemalige Polizist Eyal Liani, der sich mit einer deutschen Frau namens „Susanna“ zum Sex trifft, weil diese die Enkelin eines SS-Angehörigen ist, erzählen offen von ihrer Faszination für die Thematik. Daneben werden Stalag-Autoren, Zeitzeugen, Experten und Wissenschaftler interviewt.

## Kritiken
„Wie sehr prägte das die damalige israelische Gesellschaft? Wer schrieb und verlegte diese Massenware, die immer geschmackloser wurde? Regisseur Ari Libsker geht diesem Phänomen nach, trifft auf fanatische Sammler, ehemalige Autoren und hinterfragt den Umgang in Israel mit dem Thema Holocaust auf intelligente und verblüffende Weise.“

„Die Stalag-Autoren zogen intuitiv die Verbindung zwischen Sex, Sadismus und der Inszenierung der Gewalt im faschistischen Projekt. Libskers Film deckt diesen Zusammenhang auf und verliert ihn durch seine moralische Positionierung gegen eine schädliche Pornografisierung des Holocaust am Ende wieder aus dem Blick.“

„Libsker hat aus dem Thema einen Dokumentarfilm gemacht, wie man ihn sich wünscht: Ohne vorgefertigte Meinungen und Scheuklappen. Er nähert sich seinem Thema und den Menschen behutsam, vermittelt überraschende Einsichten und Verbindungen, er lässt den Dargestellten Zeit, ihre Geschichten und Ideen zu entfalten.“

„Der Film rekonstruiert ein Kapitel Trivialliteratur, indem er Gespräche mit Autoren, Verlegern und Journalisten mit zeitgenössischen Originalaufnahmen verknüpft, ohne dabei seine These vom Fortwirken einer ‚Pornografisierung des Holocaust‘ hinreichend belegen zu können.“

„Auch wenn die berüchtigten ‚Stalagims‘ heute allenfalls in den Händen von Sammlern zu finden sind – ihr Einfluss auf die kollektive Verarbeitung eines Traumas lässt sich bis heute nachweisen. Die Folgen dieser Traditionslinie sind hingegen nur vage abschätzbar. So mutig Ari Libskers Tabubruch der Aufarbeitung eines popkulturellen Phänomens auch sein mag, vor diesem Schritt scheut seine detail- und assoziationsreiche und überaus sehenswerte Analyse dann doch zurück.“

„Die Stalag-Hefte stellten eine Verbindung zwischen zwei tabuisierten Themenbereichen her: Sexualität und Holocaust. Der Skandal um ihre bloße Existenz drängte das Thema Holocaust mit Gewalt zurück in das öffentliche Bewusstsein. Was zuvor als Tabu behandelt worden war, konnte nun offener diskutiert werden.“

## Trivia
In der israelischen Teenie-Komödie Eis am Stiel ist die Hauptfigur „Benny“ für einen kurzen Moment mit einem Stalag-Heft in der Badewanne zu sehen.